# Музей Антальи
Музе́й Анта́льи или Археологи́ческий музе́й Анта́льи (тур. Antalya Müzesi) — городской археологический музей Антальи (Турция), расположенный в центре города (последняя остановка исторического трамвая в районе Конйалты).  В музее имеется 14 выставочных залов, зал для детей и открытые галереи. Экспозиция музея организована хронологически и тематически.

## История
Начало организации музея положил Сулейман Фикри Бей, начавший собирать археологические находки, обнаруженные в историческом центре Антальи. Музей был открыт в мечети Алаеддин-Джами в 1922 году. С 1937 года экспозиция музея размещалась в мечети Ийвли-Джами. В 1972 году он переехал в нынешнее здание.

## Экспозиция
Краеведческий музей Антальи насчитывает 13 выставочных залов, 1 открытую выставочную площадку, лаборатории, хранилище, мастерские, фотографический кабинет, конференц-зал, административные кабинеты, кафетерий и жилые помещения для сотрудников музея. Ниже описываются выставочные залы.

### Зал истории природы
Представлены обитатели Земли от одноклеточных организмов до человека, схемы и картины, ископаемые остатки и кости.

### Доисторический зал
В доисторическом зале выставлены предметы, найденные в Караине, Окузини и Семахойюке. Караин — пещера, где сохранились следы обитания людей сменявших друг друга культур. Экспонаты варьируются от эпохи палеолита до древнеримского периода. Среди них окаменевшие остатки животных и предметы кухонной утвари.

### Протоисторический зал
Здесь экспонируются предметы эпохи неолита, энеолита и раннего бронзового века, найденные в Хачиларе. Большая часть предметов была обнаружена во время раскопок в Семахойюке и его окрестностях.

### Зал периода античности
В этом зале представлены артефакты, относящиеся к периодам от микенского до эллинистического: глиняные фигурки, сосуды для вина, посуда. В одной из витрин эллинистической эпохи можно увидеть важную статуэтку Аполлона. Кроме этого, в музее выставлены скульптурные произведения древнеримского периода, составляющие крупнейший раздел экспозиции.

### Зал богов
В зале богов или скульптурном зале экспонируются статуи героев мифов, датируемые II—III веками нашей эры, древнеримского периода. Они были найдены при раскопках в Перге.

### Залы мелких находок I и II
В залах мелких находок выставлены лампы и стеклянные предметы древнеримского и византийского периодов, инкрустированный золотом серебряный поднос, обнаруженный кладоискателями в Кумлудже, курильницы для благовоний и лампы (VI век н. э.). В передней части зала экспонируются фигурки из могилы, обнаруженной напротив Лимиры.

### Зал императоров
В этом зале экспонируются статуи, изображающие императоров, императриц и других персонажей древнеримской эпохи. Они были найдены на раскопках в Перге. В центре зала находится большая статуя Планции Магны, женщины, много сделавшей для процветания Перги в золотой век этого города. Также там можно увидеть статуи императора Адриана, императора Септимия Севера и его супруги.

### Зал культуры захоронений
В зале культуры захоронений или зале саркофагов выставлены саркофаги эпохи Древнего Рима из Памфилии и Сидемары. Самым красивыми из них являются саркофаг Домития (Domitias) и саркофаг с изображением двенадцати подвигов Геракла.

### Мозаичный зал
В мозаичном зале представлены мозаики византийской эпохи, найденные при раскопках в Ксантосе, а также иконы из окрестностей Антальи.

### Зал монет
В зале монет экспонируются образцы монет из золота, электрона, серебра и меди от эллинистической эпохи до османского периода. Наибольший интерес из них представляют городские и имперские монеты.

### Этнографические залы
В первом зале экспонируются предметы сельджукского и османского периодов: изразцы, изделия из фарфора, предметы религиозного культа, ордена, печати, амулеты, часы, ценности, ключи, замки, одежда. В четырёх разделах второго зала представлены ковры, предметы быта кочевников-урюков, предметы интерьера и оружие. Часть зала отведена под показ интерьеров гостиной, спальни и бани обычного анатолийского дома.